# Locomotiva DR E 04
Le locomotive E 04 della Deutsche Reichsbahn erano una serie di locomotive elettriche progettate per il traino di convogli passeggeri sulle linee elettrificate della Germania centrale.

## Storia
Le locomotive E 04 furono costruite in 23 unità dalla AEG e assegnate alle linee della Germania centrale, in sostituzione delle E 17 trasferite sulle linee bavaresi.
Al termine della seconda guerra mondiale restarono alla Reichsbahn le unità numerate da 01 a 16 (escluse le unità 04 e 13, distrutte nel conflitto), che continuarono ad essere utilizzate fra Lipsia, Halle e Magdeburgo, dal 1970 con la nuova classificazione di gruppo 204. Alla Deutsche Bundesbahn, fondata nel 1949 nel territorio della RFT, pervennero invece le unità da 17 a 23, utilizzate intorno a Osnabrück e rinumerate nel 1968 nel gruppo 104.
Le ultime unità furono ritirate dal servizio nel 1977 presso la DR, nel 1982 presso la DB.